# La masovera
La masovera es una canción tradicional catalana de origen desconocido muy difundida por toda Cataluña. Narra las diferentes compras que realiza una mujer cada día de la semana formando una copla de tareas, rica en vocablos y apta para ser cantada a los más pequeños por la facilidad de aprendizaje de los días de la semana.
Tiene un compás 2/4, un ritmo bastante sencillo formado por una estructura A B, o lo que es lo mismo estribillo y estrofa. 
La letra es bastante larga pero fácil de recordar por la gran cantidad de repeticiones y es muy útil para el aprendizaje de los días de la semana, el vocabulario del campo y el uso de diferentes vocablos fonéticos.

## Enlaces
- Melodía
- Letra

- Datos: Q11687926